# Diamante do Sul
Diamante do Sul é um município brasileiro do estado do Paraná. Sua população, conforme estimativas do IBGE de 2021, era de 3 409 habitantes.

## História
Diamante do Sul recebeu status de município pela lei estadual n.º 9316 de 11 de julho de 1990, com território desmembrado do município de Guaraniaçu.

## Economia
O município sustenta-se principalmente da pecuária, criação do bicho-da-seda, pequenas plantações de soja e milho, lavouras de subsistência em quase sua totalidade.
Possui algumas grandes fazendas de gado. Por sua dimensão e dificuldade de acesso, este município pouco se desenvolve.